# البحث الدلالي

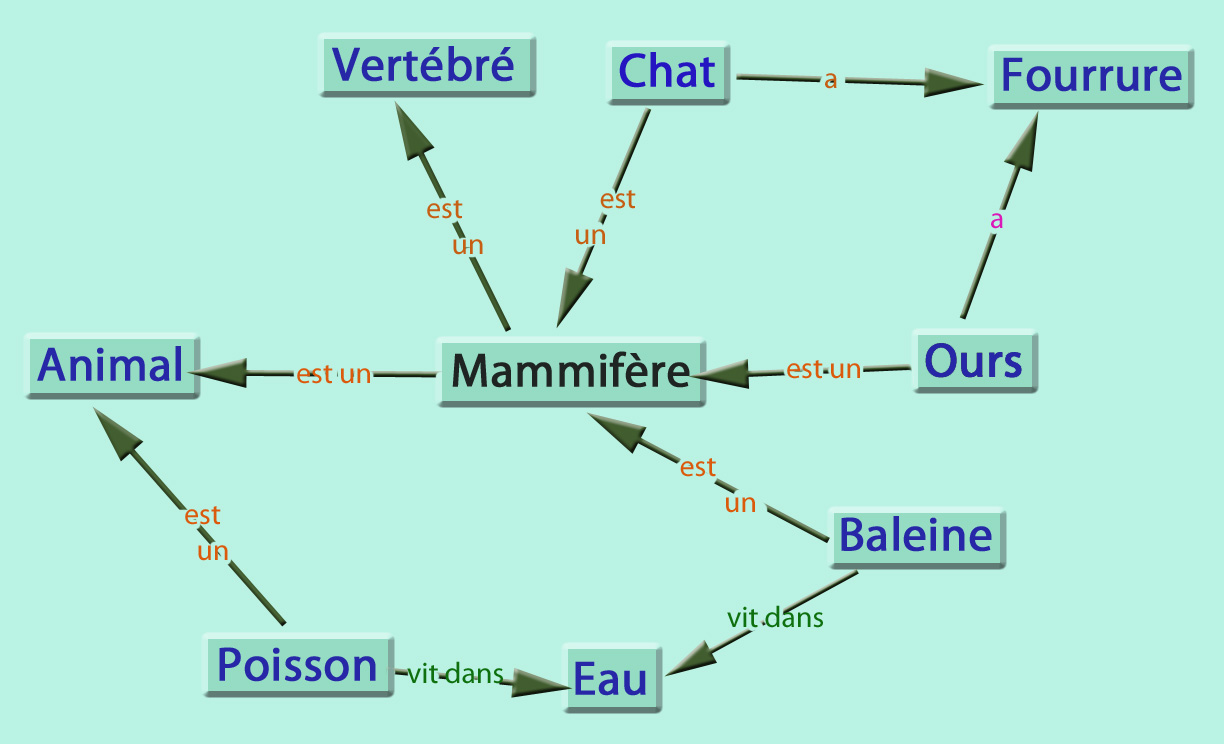

البحث الدلالي (بالإنجليزية: Semantic search)‏، هي طريقة للبحث تسعى لتحسين دقة البحث من خلال فهم نية الباحث والمعنى السياقي للمصطلحات كما تظهر في فضاء البيانات للبحث، سواء على الإنترنت أو ضمن نظام مغلق، لتوليد المزيد من النتائج ذات الصلة. قام سيث غرايمز يسرد، وهيلدبراند وكُتاب آخرون بشرح عملية البحث دراسة عامة.
يجدر الإشارة إلى أهمية التمييز بين نوعين من الأشكال الرئيسية للبحث، ففي بحث الملاحية، كان المستخدم يستخدم محرك البحث كأداة الملاحة للانتقال إلى وثيقة معينة. أما البحث الدلالي فلا ينطبق على عمليات البحث الملاحية. البحث في البحث، ويوفر للمستخدم محرك البحث مع عبارة الذي يهدف للدلالة على كائن عن المستخدم الذي يحاول جمع المعلومات / البحثية. لا توجد وثيقة خاصة للمستخدم الذي يعرف أن ق / أنه يحاول الحصول على. بدلا من ذلك، على المستخدم أن يحاول تحديد عدد من الوثائق التي معا سيعطي له / لها ليالي المعلومات / أنه يحاول العثور عليها. البحث الدلالي يفسح المجال هنا أيضا. بدلا من استخدام خوارزميات الترتيب مثل جوجل الموقع على التنبؤ ملاءمة، البحث الدلالي يستخدم دلالات، أو علم المعنى في اللغة، والحصول على نتائج البحث ذات أهمية كبيرة. في معظم الحالات، كان الهدف هو تقديم معلومات الاستعلام من قبل المستخدم بدلا من أن يكون لها نوع المستخدم من خلال قائمة من الكلمات الرئيسية المرتبطة بشكل فضفاض.
- مؤلفين آخرين يعتبرون في المقام الأول البحث الدلالي على أنها مجموعة من التقنيات لاسترجاع المعرفة من مصادر بيانات منظمة غنية مثل الانتولوجيا كما وجدت على الويب الدلالي.[3] وهذه التكنولوجيات تمكن من صياغة رسمية من مجال المعرفة على مستوى عال من القدرة على التعبير وتمكين يمكن للمستخدم لتحديد نيته في مزيد من التفاصيل في وقت الاستعلام.